# Coluber zebrinus
Coluber zebrinus este o specie de șerpi din genul Coluber, familia Colubridae, descrisă de Donald G. Broadley și Schätti 1997. Conform Catalogue of Life specia Coluber zebrinus nu are subspecii cunoscute.